# Gladys Horton
Gladys Horton (Gainesville (Florida), 30 mei 1945 - Sherman Oaks (Californië), 26 januari 2011) was een Amerikaanse soulzangeres en een van de oprichters van de Motowngroep The Marvelettes. Zij heeft van 1961 tot en met 1967 in de groep gezeten.
Ze groeide op als wees. Tijdens haar jeugd werd ze van pleeghuis naar pleeghuis verplaatst. Haar middelbare school was Inkster High in Inkster, Michigan. Toen ze erachter kwam dat hier een talentenjacht gehouden werd, besloot ze een groep te vormen. Dat werd uiteindelijk The Marvelettes. In eerste instantie zong haar collega Georgia Dobbins lead, maar toen zij de groep moest verlaten nam Horton die rol, gedeeld met Wanda Young, over. Gladys Horton zong op de eerste #1 hit voor Motown, Please Mr. Postman. Dit nummer werd later gecoverd door The Beatles. Na het grote succes van dit nummer zong ze in het begin van de jaren 60 ook lead op hits als Beechwood 4-5789, Playboy en Too Many Fish In The Sea. .
Aanvankelijk zong Horton de meeste leads en Young minder. In het midden van de jaren 60 draaiden de rollen echter om en ging Horton steeds meer als achtergrondzangeres zingen. In 1967 verliet ze de groep. Ze wilde een gezin beginnen en kon dit niet combineren met het drukke tourschema van een artiest. Haar plaats werd ingenomen door Anne Bogan.
- Biblioteca Nacional de España: XX5043524
- MusicBrainz: 0de740a2-a651-4d76-9cd5-54912a64070f
- Virtual International Authority File: 167907902